# Urinetown: The Musical
Urinetown: The Musical è un musical satirico originale nato nel 2001, con musiche di Mark Hollmann, testi di Hollmann e Greg Kotis, e libretto di Kotis. Sono presi in giro il sistema legale, il capitalismo, l'irresponsabilità sociale, il populismo, la burocrazia, la gestione delle corporazioni e le politiche municipali. Lo spettacolo è una parodia di altri musical come L'opera da tre soldi, The Cradle Will Rock e Les Misérables, e la stessa impostazione dei musical di Broadway. I personaggi di Bobby Strong e Hope Cladwell sono inclusi nella lista della New York Theatre Monthly "The 100 Greatest Roles in Musical Theatre".